# Yumi Kajihara
Yumi Kajihara (en japonés: 梶原悠未, Kajihara Yumi, 10 de abril de 1997) es una deportista japonesa que compite en ciclismo en las modalidades de pista y ruta.
Participó en los Juegos Olímpicos de Tokio 2020, obteniendo una medalla de plata en la prueba de ómnium. Ganó una medalla de oro en el Campeonato Mundial de Ciclismo en Pista de 2020, en la misma prueba.

## Medallero internacional
| Juegos Olímpicos   | Juegos Olímpicos  | Juegos Olímpicos | Juegos Olímpicos |
| Año                | Lugar             | Medalla          | Competición      |
| ------------------ | ----------------- | ---------------- | ---------------- |
| 2020               | Tokio (Japón)     | Medalla de plata | Ómnium           |
| Campeonato Mundial |                   |                  |                  |
| Año                | Lugar             | Medalla          | Competición      |
| 2020               | Berlín (Alemania) | Medalla de oro   | Ómnium           |

## Palmarés
2018
- 3 etapas de la Panorama Guizhou International Women[3]

2019
- The 60th Anniversary Thai Cycling Association, más 1 etapa